# Milan Šperl
Milan Šperl (Karlovy Vary, Checoslovaquia, 26 de febrero de 1980) es un deportista checo que compitió en esquí de fondo. Ganó una medalla de bronce en el Campeonato Mundial de Esquí Nórdico de 2007, en la prueba de velocidad por equipo.

## Palmarés internacional
| Campeonato Mundial | Campeonato Mundial | Campeonato Mundial | Campeonato Mundial   |
| Año                | Lugar              | Medalla            | Prueba               |
| ------------------ | ------------------ | ------------------ | -------------------- |
| 2007               | Sapporo (Japón)    | Medalla de bronce  | Velocidad por equipo |